# Sorubim lima
Espèce
Le Silure-spatule (Sorubim lima) est une espèce de poissons-chats d'eau douce de la famille des Pimélodidés originaire d'Amérique du Sud.

## Description
C'est un poisson au corps allongé, pouvant atteindre 60 cm de longueur. Il possède 3 paires de barbillons atteignant jusqu'à 30 cm de longueur, sur une gueule aplatie analogue à la forme d'une spatule, ce qui lui a valu son nom commun.

## Répartition géographique
Le silure-spatule est originaire des fleuves de l'Amazonie, du Brésil, du Paraguay et du Venezuela.

## Habitat
Le silure-spatule est un poisson-chat robuste et prédateur qui se rencontre dans tous les milieux aquatiques, aussi bien dans les eaux dormantes que courantes, en eau claire, noire ou blanche.